# ヒンジモ
ヒンジモ (学名: Lemna trisulca) は、ウキクサ亜科のアオウキクサ属に属する水草の1種である。ウキクサ亜科の他の種とは異なり、ふつう水面ではなく水中に生育する。日本を含む世界各地に広く生育する。葉状体の左右から新たな葉状体が直角方向に出芽し、これが細長い柄でつながって群体を形成している (右図)。和名の「ヒンジモ」は「品字藻」の意味であり、このような葉状体のつながった形を漢字の「品」に見たてて名付けられた (下図1c)。観賞用に栽培されることもある。

## 特徴
葉状体 (フロンド; 葉と茎の区別がない) は卵状楕円形、基部はときにやや矢じり形、薄く、大きさは 7–10 x 2–4 ミリメートル (mm)、先端は鋭頭から鈍頭、1–3脈がある (下図1)。葉状体は半透明の緑色、ときに紫色を帯びる。葉状体表面に突起はなく、上縁には微小な鋸歯がある。光学顕微鏡下では、シュウ酸カルシウムの結晶が目立つ。葉状体の裏面からときに1本の根が伸びている (下図1a, b)。根の長さは 0.5–2.5 cm、先端はふつう鋭頭、基部の鞘に翼はない。葉状体は左右に新しい葉状体を形成し、出芽状に増殖する。娘葉状体は親葉状体に対して直角に配列し、細長い柄 (長さ 2–20 mm) で親葉状体につながっており、多数の葉状体がつながった群体を形成している (下図1)。休眠芽 (越冬芽、殖芽) は形成しない。
花期は夏だが開花は非常にまれであり、日本での観察例はない。基部近くに花をつけた1個から数個の葉状体からなる群体が水面に浮かぶ。花は2個の雄しべと1個の雌しべからなる (2個の雄花と1個の雌花ともされる)。子房は1個の胚珠を含む。果実は 0.6-0.9 x 0.7-1.2 mm、翼をもつ。種子は 0.6-1.1 x 0.5-0.8 mm、12–18本の肋がある。染色体数は 2n = 20, 40, 42, 60, 63, 80。

## 分布・生態

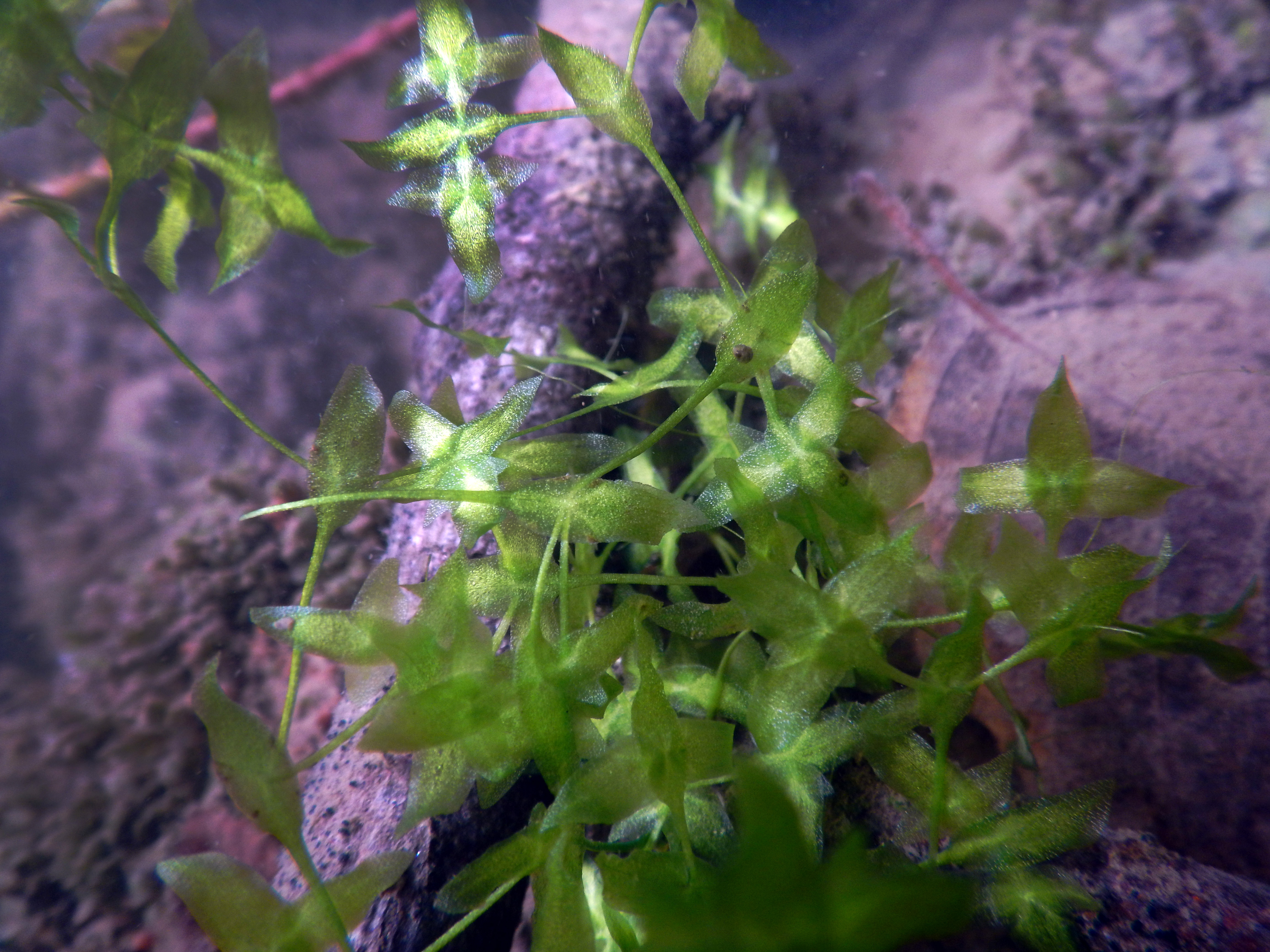
2. 水中のヒンジモ (フランス)

北米、ヨーロッパ、西アジア、アフリカ、東アジア、東南アジア、オーストラリアなど世界に広く分布している。日本では北海道、本州、四国、九州から報告されている。
湖沼や湿原の池塘、湧水池、河川などに生育し、ふつう水中で絡み合って群生している (右図2)。南部では湧水のある清水域に生育していることが多いが、北日本では河跡湖のようなやや富栄養の河跡湖で見られることもある。

## 保全状況評価
絶滅危惧II類 (VU)（環境省レッドリスト）
国際自然保護連合 (IUCN) では、ヒンジモは低危険種とされている (2020年現在)。日本では湧水の枯渇や水質汚濁によって減少し、絶滅危惧Ⅱ類に指定されている (2020年現在)。また下記のように、個々の都道府県でも絶滅危惧種に指定されている例や既に絶滅した例がある。以下は2020年現在の各都道府県におけるレッドデータブックの統一カテゴリ名での危急度を示している (※埼玉県・東京都では、季節や地域によって指定カテゴリが異なるが、下表では埼玉県は全県のカテゴリ、東京都では最も危惧度の高いカテゴリを示している)。
| - 北海道：絶滅危惧I類 - 青森県：絶滅危惧I類 - 岩手県：絶滅危惧I類 - 福島県：絶滅危惧I類 - 茨城県：絶滅種 | - 栃木県：絶滅危惧I類 - 群馬県：情報不足 - 埼玉県※：絶滅種 - 千葉県：絶滅種 - 東京都※：絶滅種 | - 神奈川県：絶滅種 - 長野県：絶滅危惧I類 - 静岡県：絶滅危惧II類 - 愛媛県：情報不足 - 宮崎県：絶滅危惧I類 |

## 分類
日本のヒンジモを Lemna trisulca var. sagittata として変種扱いとし、基亜種 L. t. var. trisulca をタイリクヒンジモとして扱うことがある。